# I'll Take the Rain
"I'll Take the Rain" er den tredje og sidste single fra det amerikanske alternative rockband R.E.M.'s 12. studiealbum Reveal fra 2001. Sangen nåede op som nummer 44 på UK Singles Chart, men kom ikke ind på Billboard Hot 100.
Musikvideoen til singlen blev instrueret af David Weir, og det var den første gang, gruppen udgav en 100 % animeret musikvideo. Klippene er triste for at matche sangens tone, og den følger en hund med en krone, der er på eventyr. Den bor på en vogn af træ og udforsker en ø.

## Spor
Alle sange er skrevet af Bill Berry, Peter Buck, Mike Mills og Michael Stipe, medmindre andet er angivet

### UK CD1 (W573CD)
1. "I'll Take the Rain" - 5:55
2. "I've Been High" (Live) - 3:201
3. "She Just Wants to Be" (Live) - 5:062

### UK CD2 (W573CDX)
1. "I'll Take the Rain" - 5:55
2. "32 Chord Song" - 3:12 3
3. "I've Been High" (Live) (forbedret video)1

### Europæisk CD (9362-42416-2)
1. "I'll Take the Rain"
2. "32 Chord Song" - 3:12
3. "She Just Wants to Be" (Live) - 5:06
4. "I've Been High" (Live) - 3:20
5. "I've Been High" (Live) (forbedret video)

## Hitlister
| Hitliste (2001)  | Højeste placering |
| ---------------- | ----------------- |
| UK Singles Chart | 44                |